# Kevin Lynch (Basketballspieler)
Kevin Joseph Lynch (* 24. Dezember 1968 in Bloomington (Minnesota)) ist ein ehemaliger US-amerikanisch-deutscher Basketballspieler.

## Leben
Lynch, ein 1,97 Meter großer Spieler, der meist auf der Position zwei eingesetzt wurde, gehörte zwischen 1987 und 1991 zur Mannschaft der University of Minnesota. Nachdem er sich in seinem Abschlussspieljahr 1990/91 mit 18,1 Punkten je Begegnung hervorgetan hatte, sicherten sich die Charlotte Hornets seine Rechte im Draftverfahren der NBA im Jahr 1991. Er wurde als erster Spieler der zweiten Auswahlrunde aufgerufen. Zwischen 1991 und 1993 bestritt Lynch für Charlotte 96 NBA-Spiele. Seine besten Werte erreichte er in der Saison 1991/92, als er im Durchschnitt 4,1 Punkte erzielte.
Lynch stand im Spieljahr 1993/94 in der US-Liga Continental Basketball Association (CBA) sowohl für die La Crosse Catbirds (21 Einsätze: 10,5 Punkte/Spiel) als auch Fargo-Moorhead Fever (9 Einsätze: 9,9 Punkte/Spiel) auf dem Feld. Im April 1994 wechselte er für ein kurzzeitiges Engagement zum spanischen Erstligisten Taugrés Vitoria (3 Einsätze: 12,7 Punkte/Spiel). Rund ein Jahr später, im März 1995, nahm er abermals das Angebot eines Kurzzeitvertrages in Spanien an und bestritt sieben Partien für Pamesa Valencia (7 Spiele: 19,1 Punkte/Spiel).
Im Vorfeld des Spieljahres 1995/96 wechselte Lynch zum MTV Gießen in die Basketball-Bundesliga und wurde in dieser Saison bester Korbschütze der Mittelhessen. Mit 19,5 Punkten je Begegnung belegte er den sechsten Platz der Bundesliga-Korbjägerliste. Er verließ den MTV nach einem Jahr, blieb aber in der Bundesliga, indem er ein Angebot von TTL Bamberg annahm. Dort blieb er bis zum Ende seiner Leistungssportkarriere im Jahr 2000. In der Saison 1998/99 war er mit 17 Punkten pro Begegnung bester Bamberger Korbschütze in der Bundesliga und wiederholte dies 1999/2000, als er die mannschaftsinterne Punkteliste der Franken mit 16,5 je Partie anführte. Lynch kehrte in die Vereinigten Staaten zurück, schloss sein Geschichtsstudium ab und wurde 2001 als Basketball-Rundfunkkommentator tätig. Er übertrug zunächst die Spiele der University of Minnesota, ab 2008 dann der NBA-Mannschaft Minnesota Timberwolves.